# El món blau
El món blau és la nova novel·la d'Albert Espinosa: una història que enllaça amb El món groc i Polseres Vermelles i que tanca una trilogia de colors que parlen de vida, de lluita i de mort. Espinosa ens proposa una narració d'aventures i emocions d'un grup de joves que s'enfronten a un gran repte: rebel·lar-se contra un món que vol ordenar el seu caos.
A través de cinc personatges, una illa i una recerca incessant per la vida, Espinosa ens torna a fer partícips del seu univers particular, amb una història que es desenvolupa en un món oníric i fantàstic, amb una arrencada contundent i un desenllaç esperançador i ple de llum.

## Sinopsi
Mort, vida, lluita, aventures, emocions... són alguns dels principals ingredients de la nova novel·la d'Albert Espinosa "El món blau. Una història de cinc joves amb malalties terminals que arriben a una illa per morir. Però no hi ha tristesa, els nois i les noies són feliços perquè durant uns dies fan el que realment volien fer. Es rebel·len contra un món que vol ordenar el seu desordre, allò que els fa diferents i extraordinaris. Espinosa assegura que és el més fascinant que ha escrit mai. El protagonista és un jove a qui se li ha donat només uns dies de vida. Un inici molt dur per a una narració que, en canvi, parla sobretot de vida, de llibertat i de fugir de les normes.